# سیارک ۳۰۸۳
سیارک ۳۰۸۳ (به انگلیسی: 3083 OAFA، نامگذاری:1974MH) سه هزار و هشتاد و سومین سیارک کشف شده‌است که در ۱۷ ژوئن ۱۹۷۴ کشف شد.
قدر مطلق سیارک برابر ۱۳٫۸۰ است.